# Franse presidentsverkiezingen 1958
Van 21 december 1958 vonden de eerste presidentsverkiezingen tijdens de Vijfde Franse Republiek plaats. Direct in de eerste stemronde werd Charles de Gaulle gekozen tot president met 78,51 % van de stemmen. Conform de eerste grondwet van de Vijfde Republiek werd de president gekozen door een kiescollege van ruim 80.000 grands électeurs bestaande uit nationale en regionale politici.
De uitslag was als volgt:
| Kandidaat         | Partij                            | Stemmen | %       |
| ----------------- | --------------------------------- | ------- | ------- |
| Charles de Gaulle | Union pour la nouvelle République | 62.394  | 78,51 % |
| Georges Marrane   | Parti communiste français         | 10.355  | 13,03 % |
| Albert Châtelet   | Union des Forces Démocratiques    | 6721    | 8,46 %  |